# Vysoké Skalky
Vysoké Skalky (polsky Wysokie Skałki, 1050 m n. m.) jsou nejvyšším bodem Pienin. Patří mezi vrcholy Koruny hor Polska. Nacházejí se nad vsí Stráňany asi 13 km severně od Podolínce a 12 km severozápadně od Staré Ľubovni přímo na slovensko-polské státní hranici. Slovenská část leží na území okresu Stará Ľubovňa (Prešovský kraj), polská v okrese Nowy Targ (Malopolské vojvodství). Hora se nachází v hlavním hřebeni Malých Pienin mezi Šľachovkami (899 m) a Vysokou (1 013 m). Jižní svahy spadají do údolí říčky Lipník, severní do údolí řeky Grajcarek. Na polských svazích se nachází Přírodní rezervace Wysokie Skałki. Z vrcholu je za dobrých podmínek daleký rozhled.

## Přístup
- po zelené  značce ze silničního sedla nad vsí Stráňany nebo ze vsi Jaworki
- po modré  značce z rozcestí Huściawa nebo ze sedla Rozdiel

### Externí odkazy

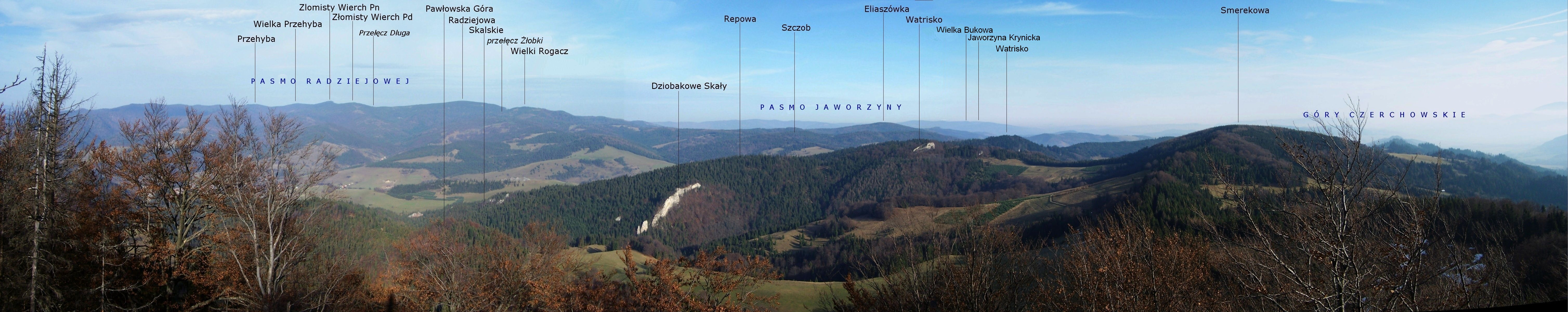
Výhled na sever a východ (popisky polsky)